# Нападение берберских пиратов на Болтимор

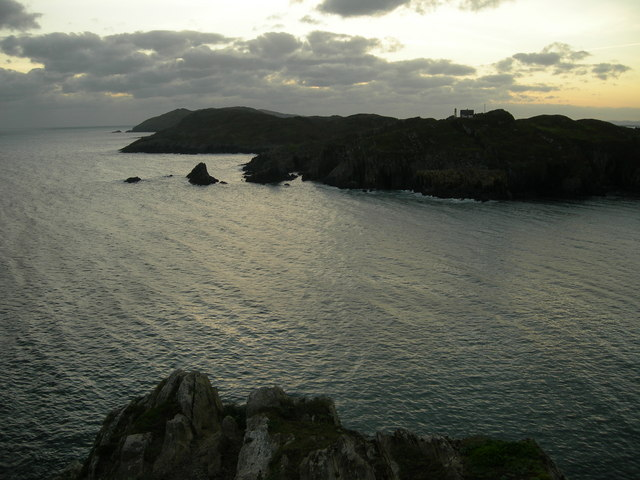
Вход в Болтиморский залив

Нападение берберских пиратов на Балтимор (англ. Sack of Baltimore) — рейд берберских пиратов на деревню Болтимор в графстве Корк, Ирландия, совершённый 20 июня 1631 года. Предводителем пиратов был Мурат-реис младший, известный своими дерзкими нападениями на европейские берега. Он предводительствовал над довольно разношёрстной компанией — основу его экипажа составляли голландцы, алжирцы и турки, однако встречались лихие люди и из многих других стран. Неожиданная атака позволила Мураду захватить в плен более сотни человек, которых он продал в рабство в страны Варварийского берега. Известно по крайней мере о троих, которые смогли вернуться в Ирландию.
Жители Болтимора и сами промышляли пиратством, с полного согласия главы клана О’Дрисколлов, который владел деревней и окрестными территориями. Особенно подвергались нападениям болтиморских пиратов торговцы из Уотерфорда, один из людей которых, Хакетт, и навёл на Болтимор Мурата-реиса. Впоследствии за это он был пойман и повешен.
Вместе с тем существуют и другие теории заговоров, касающиеся пиратского набега. Одна из них гласит, что набег организовал сэр Уолтер Коппингер, выдающийся католический адвокат и член влиятельной семьи Корка, с целью отобрать контроль над деревней у местного гэльского вождя, Финина О’Дрисколла, который получал большую прибыль от лицензирования добычи сардины английским поселенцам. Подозревали также сосланных родственников О’Дрисколла, которые сбежали в Испанию после сражения у Кинсейла и потому не имели никакой надежды на наследование Болтимора обычными юридическими средствами. С другой стороны, вполне возможно, Мурад запланировал набег без всякой чужой помощи; известно, что у властей были предварительные сведения о запланированном набеге на побережье Корка, хотя при этом полагали, что Кинсейл был более вероятной целью, чем Болтимор.
После этих событий оставшиеся поселенцы переселились в Скибберин и Болтимор в течение нескольких поколений был необитаемым.
Этот инцидент описан в поэме Томаса Осборна Дэвиса и также подробно разобран в книге «The Stolen Village: Baltimore and the Barbary Pirates» Дэса Экина.